# VILA
VILA A/S er en dansk butikskæde som blev grundlagt i 1994 og er en del af BESTSELLER A/S, som er en  100 % familieejet virksomhed grundlagt i Danmark i 1975. I 2000 åbnede VILA sine første butikker i Sverige og Irland, og i 2001 åbnede den første VILA butik i Danmark. I dag har VILA  butikker i Skandinavien, Schweitz, Østrig, Holland, Tyskland, Irland,  Estland samt på Færøerne og Island. VILA har mere end 1500 engros-kunder  i hele Europa.
I 2013 blev firmaet pålagt en bøde på 1,6 mio kroner af Konkurrence- og Forbrugerstyrelsen for at have lavet ulovlige prisaftaler.